# Yongan-myeon
Yongan-myeon (koreanska: 용안면) är en socken i kommunen Iksan i provinsen Norra Jeolla i den centrala delen av Sydkorea, 160 km söder om huvudstaden Seoul.